# Cmentarz żydowski w Golczewie
Cmentarz żydowski w Golczewie – kirkut został założony po roku 1867. Mieścił się obok cmentarza ewangelickiego, a dokładniej na niewielkim terenie wydzielonym z tej nekropolii. Żydom przydzielona była kwatera po lewej stronie od kaplicy. Już około 1940 kirkut ten był prawdopodobnie całkowicie zniszczony, a ziemia została zaorana i była używana pod uprawę ziemniaków. Po 1945 na terenach obydwu nekropolii były umieszczane polskie groby.